# Holtún

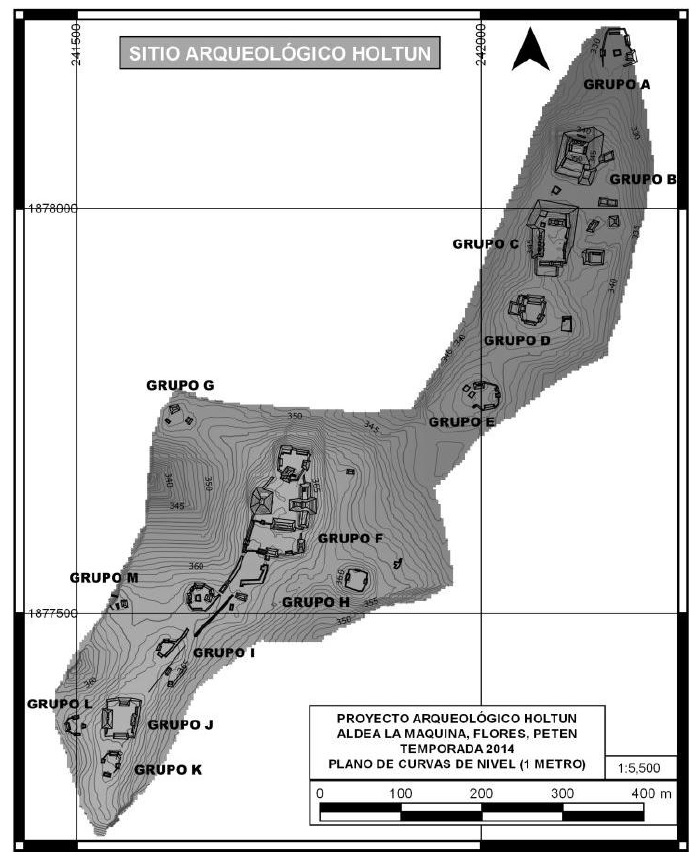
Plan der Anlage

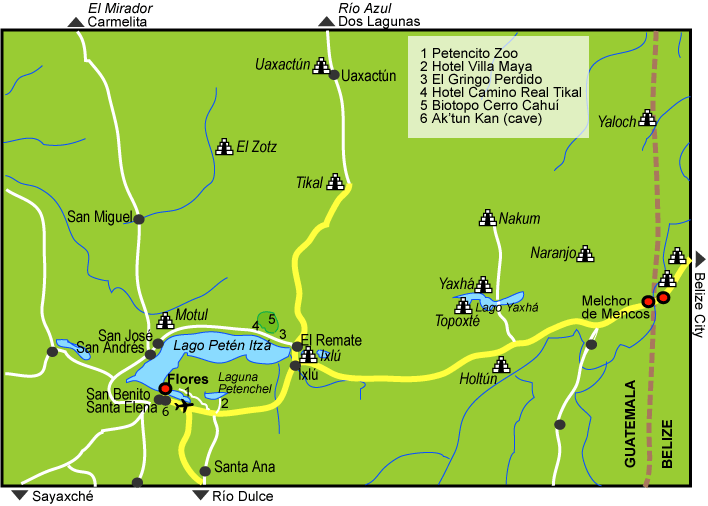
Lage von Holtún

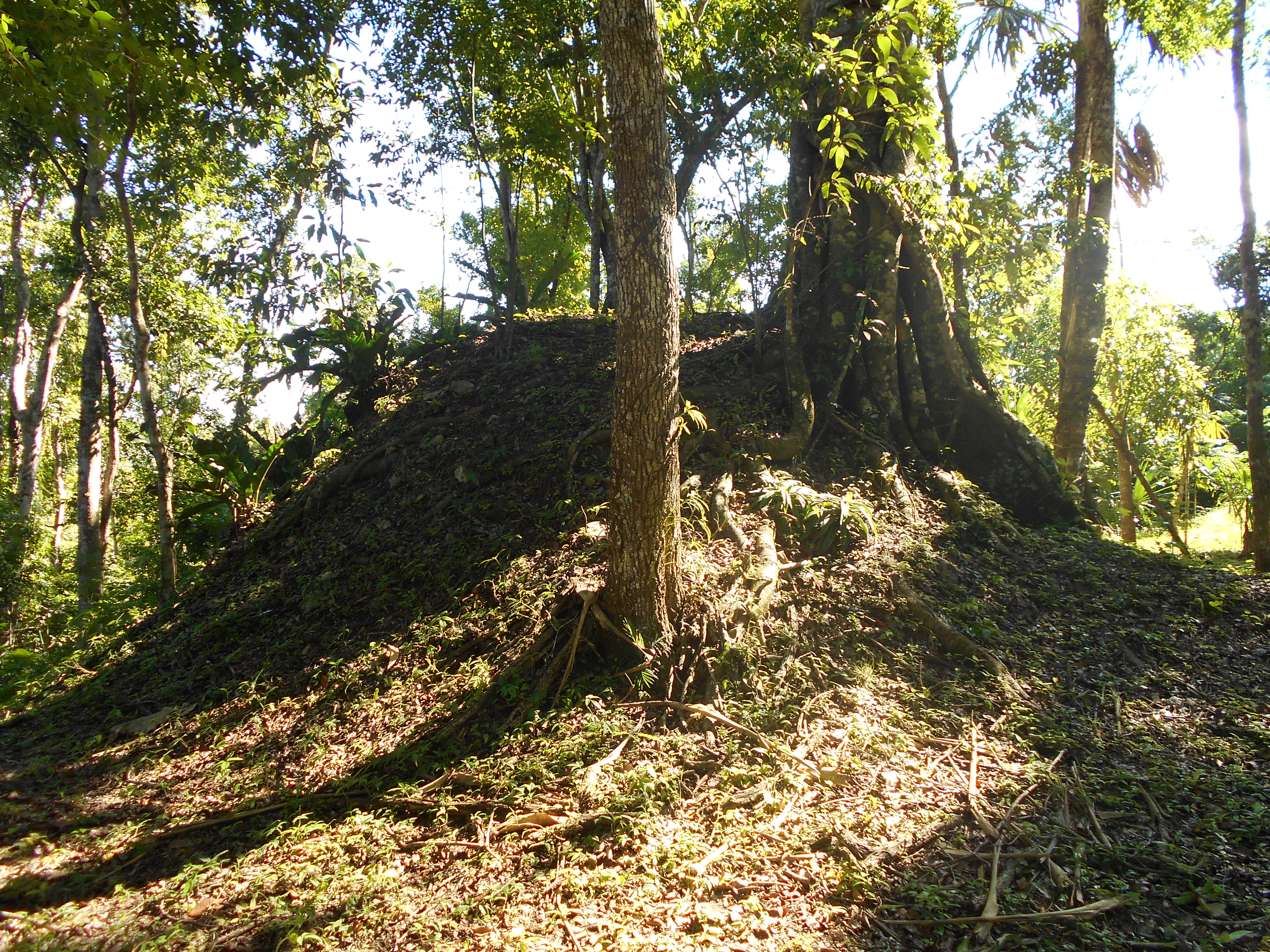
Bauwerk in Holtún

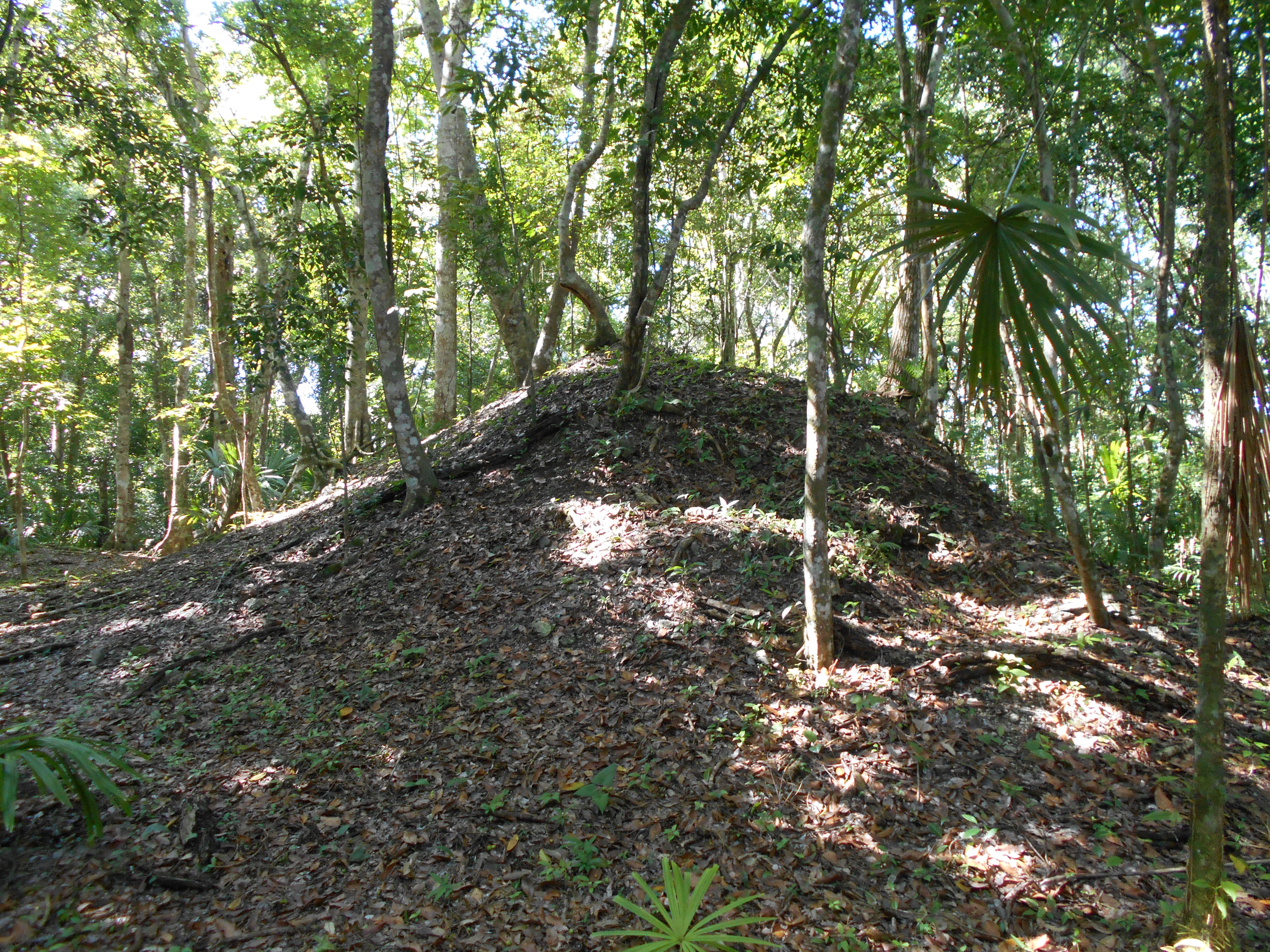
Bauwerk in Holtún

Holtún (oder Holtun „Steinkopf“) ist eine archäologische Stätte der Tiefland-Maya im Osten des Departamento Petén im Nordosten Guatemalas.

## Lage
Die von Dschungel überwucherte und noch kaum erforschte Maya-Stätte Holtún liegt nur etwa 1 km südlich der Straße zwischen Flores/Santa Elena und dem Grenzübergang nach Belize bei Melchor de Mencos in einer Höhe von ca. 200 bis 300 m. Nur etwa 5–8 km nördlich liegt der ca. 1200 km² große Nationalpark Yaxhá-Nakum-Naranjo mit drei großen und mehreren kleinen archäologischen Stätten.

## Geschichte
Die Stätte wurde erst im Jahr 1994 nach Berichten über Grabräuber-Aktivitäten von der guatemaltekischen Regierung als bedeutsam anerkannt. Erste genauere Untersuchungen in den 2010er Jahren führten zu Datierungen von der mittleren Präklassik (ca. 500 v. Chr.) bis zur Spätklassik (ca. 800 n. Chr.).

## Funde
Bis zum Jahr 2025 wurden 14 Baugruppen mit über 100 Strukturen identifiziert. Einige Tunnel wurden gegraben, an deren Ende manchmal Stuckmasken gefunden wurden.